# Laqueco
Laqueco (Laquico) ist eine osttimoresische Aldeia im Suco Nuno-Mogue (Verwaltungsamt Hatu-Builico, Gemeinde Ainaro). 2015 lebten in der Aldeia 241 Menschen.

## Geographie
Die Aldeia Laqueco liegt im Norden von Nuno-Mogue. Südwestlich befindet sich die Aldeia Mausoromata und nordöstlich die Aldeia Queorema. Im Osten und Süden grenzt Laqueco an den Suco Mulo, im Norden an den Suco Liurai und im Nordwesten an die Gemeinde Ermera, mit ihrem Suco Catrai Caraic (Verwaltungsamt Letefoho).
Abgesehen von einem kleinen Stück im Süden befindet sich die Aldeia in einer Meereshöhe von über 2000 m. Über dieser Marke liegt bereits das Dorf Laqueco im Südwesten der Aldeia. Durch die Siedlung führt die Straße, von Hatu-Builico, dem Hauptort des Verwaltungsamtes im Südosten zur Stadt Maubisse im Norden. Durch den Norden der Aldeia führt eine Straße in Richtung Ermera.